# Nesarabad
Nesarabad, o Swarupkathi, è un sottodistretto (upazila) del Bangladesh situato nel distretto di Pirojpur, divisione di Barisal. Si estende su una superficie di 199,14 km² e conta una popolazione di 202.520 abitanti (dato censimento 1991).